# Attagenus australis
Attagenus australis là một loài bọ cánh cứng trong họ Dermestidae. Loài này được Montrouzier miêu tả khoa học năm 1860.